# Sonia Fiuza
Sonia Fiuza, née le 21 avril 1986 à Nice, est une karatéka française.
Aux Championnats du monde de karaté, elle obtient une médaille d'argent en kata par équipe en 2008 et une médaille de bronze en kata par équipe en 2012.
Aux Championnats d'Europe de karaté, elle remporte la médaille d'or en kata par équipe en 2012 et deux médailles de bronze en kata par équipe, en 2008 et en 2011.